# متحف جنق قلعة البحري

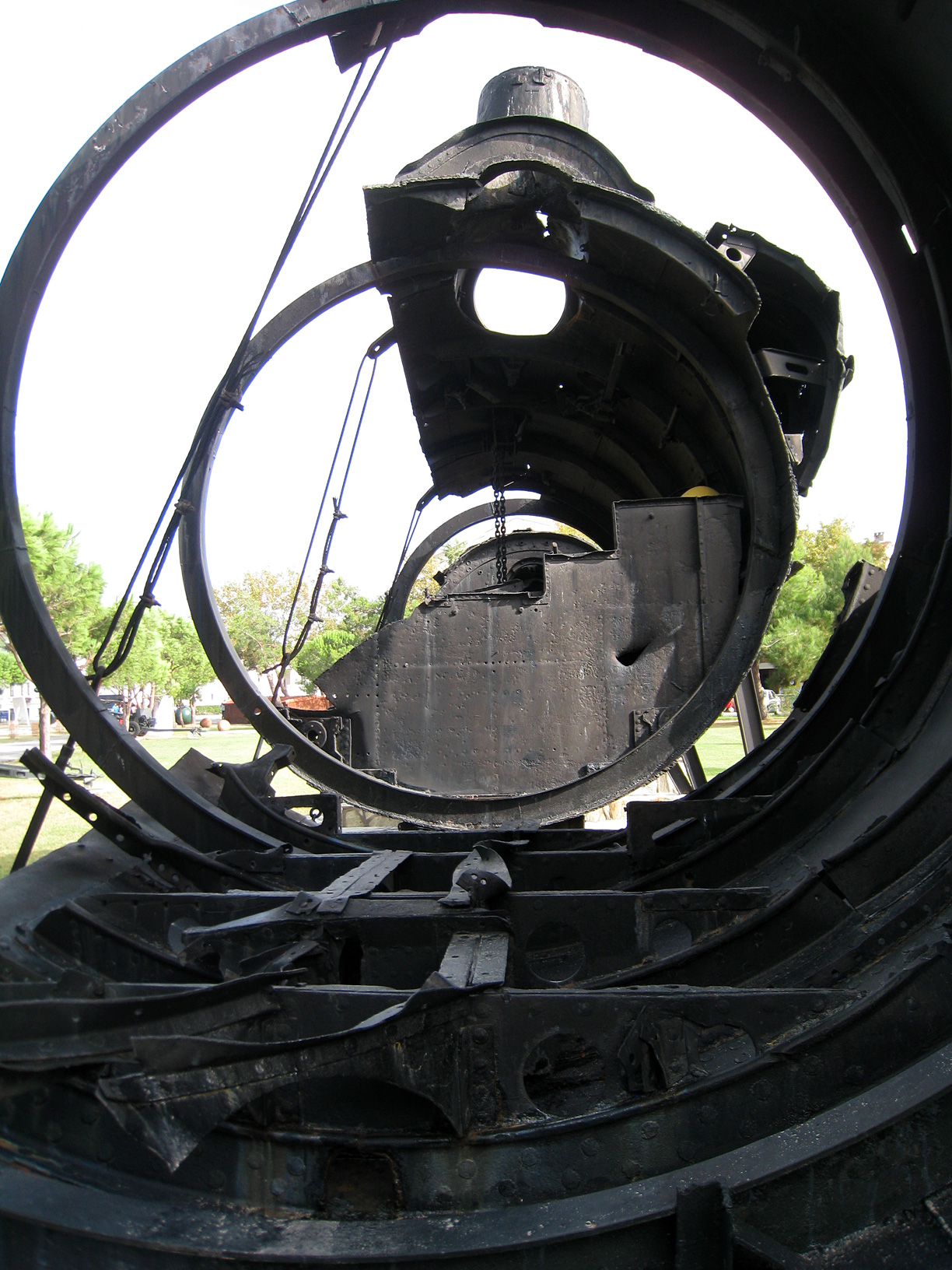
حطام الغواصة الألمانية SM UB-46 (خلال WW1)

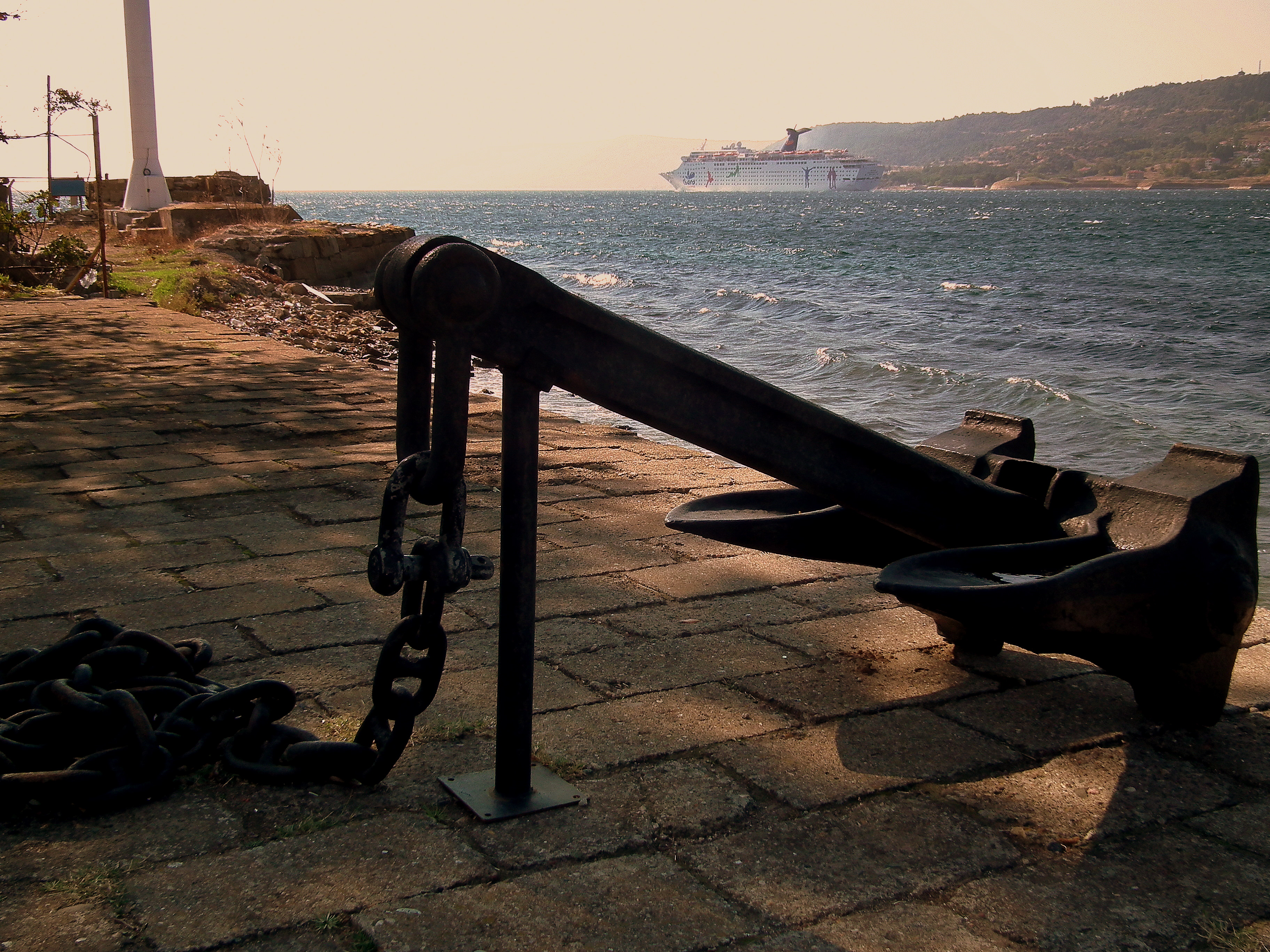
من ساحة المتحف

متحف جنق قلعة البحري هو متحف في مدينة جنق قلعة في تركيا.

## جمع
المجموعات في المتحف تصنف على النحو التالي
القوارب التاريخية
القوادس التاريخية.
قارب أتاتورك.
قوارب الإمبراطورية العثمانية
القوارب المستخدمة في الحقبة العثمانية.
زوارق أخرى.
المعروضات المعدنية
الأسلحة.
أدوات الملاحة.
الطوابع والأختام.
الفوانيس.
ميداليات وعلامات.
الساعات.
المعروضات الخشبية
السفن.
معاطف من الأسلحة، طغراء (ختم السلطان).
رموز.
تزوير.
المعروضات الحجرية
الطباعة الحجرية.
أحجار القبور.
النقوش.
نوافير.
الفن
اللوحات الزيتية.
الرسم بالألوان المائية.
اللوحات الفحمية.
النقوش.
معارض النسيج
زي.
أعلام.
معارض الورق
الوثائق المكتوبة باليد
فرمان (مراسيم السلاطين العثمانيين).